# Liste von Orgeln in Ungarn
Die Liste von Orgel enthält die bedeutendsten Orgeln in Ungarn.

## Geschichte

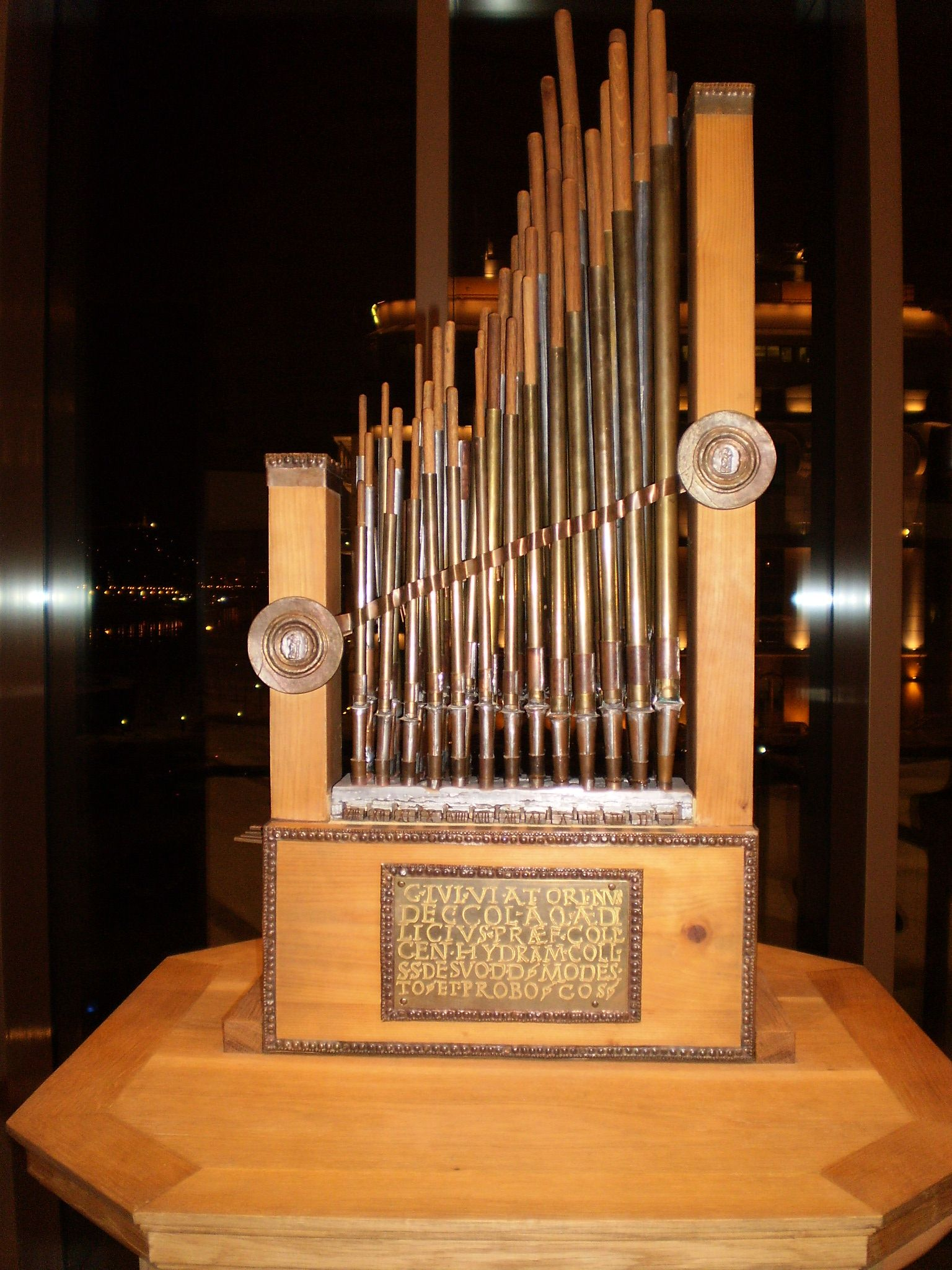
Rekonstruktion der Aquincum-Orgel

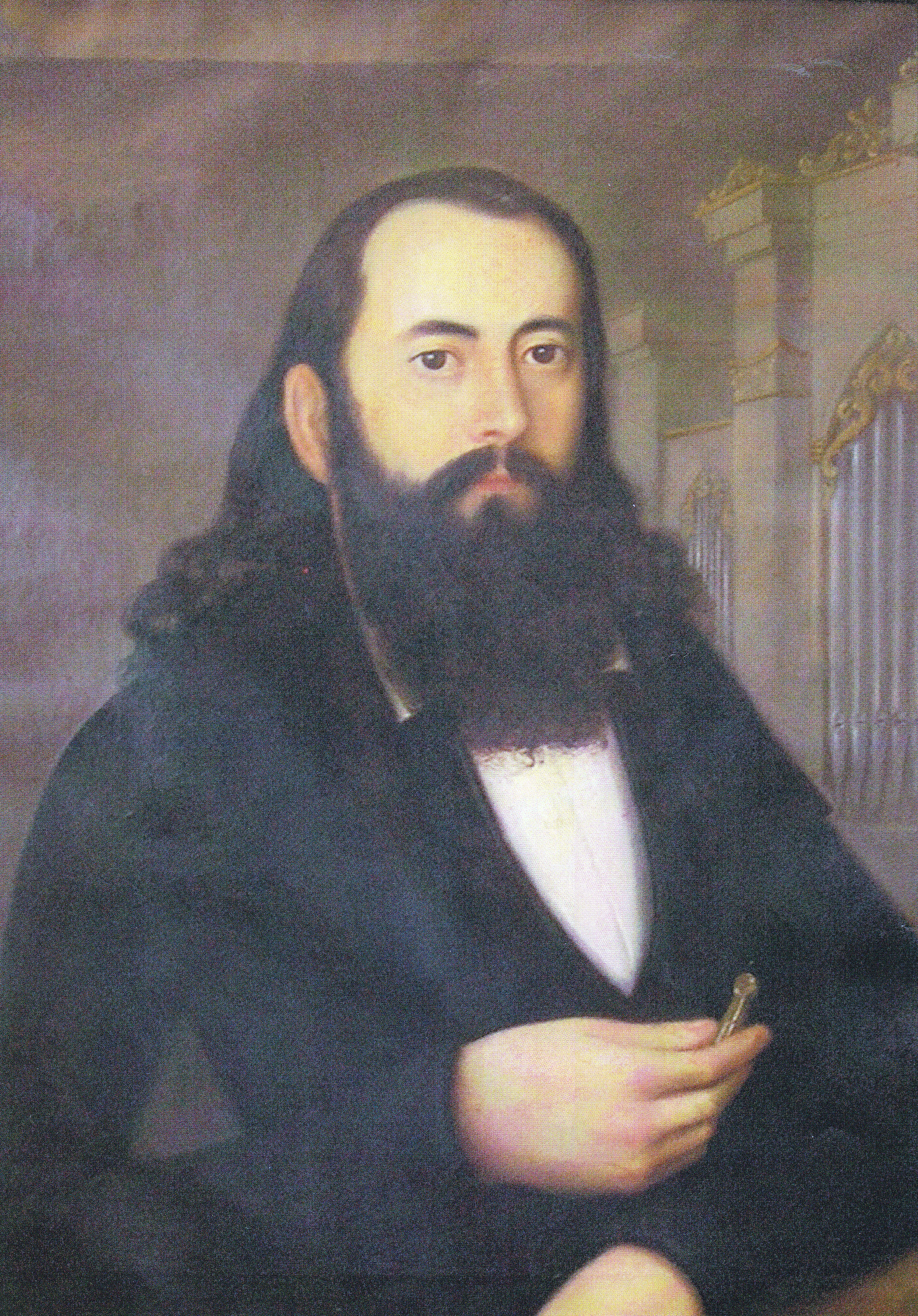
Ludwig Mooser

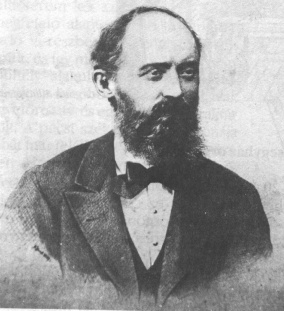
Josef Angster

Die älteste bekannte Orgel in Ungarn im damals römischen Aquincum aus dem 3. Jahrhundert ist in Teilen erhalten.
Bis in das 19. Jahrhundert wurden Orgeln in Ungarn vor allem von deutschsprachigen Orgelbauern gebaut. Ludwig Mooser aus Salzburg ließ sich 1863 in Eger nieder und baute einige bedeutende Orgeln. Josef Angster begründete 1866 die bedeutendste Orgelbaufirma des Landes. Die böhmische Firma Rieger eröffnete um 1900 eine Niederlassung in Budapest. Miklós Váradi übernahm 1912 die Leitung einer Werkstatt.
1949 wurden die Orgelbaufirmen verstaatlicht. Váradi durfte ab 1981 wieder unter seinem Namen produzieren, es folgten die Gründungen von Aquincum Orgelbau (Aquincum Orgonagyár) in Budapest und der Pécser Orgelmanufaktur (Pécsi Orgonaépítő). Nach 1990 wurden auch einige Orgeln aus Deutschland gekauft.

## Orgeln (Auswahl)
Die älteste erhaltene Orgel Ungarns befindet sich in der St. Georgs-Kirche in Sopron von 1633–34, zahlreiche Orgeln des 19. und 20. Jahrhunderts sind ebenfalls erhalten.
Die größten Orgeln, sortiert nach der Anzahl der Register.
| Ort                   | Gebäude                                     | Bild | Erbauer                            | Jahr          | Manuale    | Register       | Bemerkungen |
| --------------------- | ------------------------------------------- | ---- | ---------------------------------- | ------------- | ---------- | -------------- | --- |
| Széged                | Kathedrale                                  |      | Angster Orgelbau                   | 1930          | V/P        | 127 (91+25+11) | Hauptorgel, Chororgel und Fernwerk verbunden, 2002 von Pécsi Orgonaépítő erweitert, 15 weitere Register noch nicht eingesetzt, 9040/9740 Pfeifen, geplant 10.180   |
| Budapest              | Matthiaskirche                              |      | Rieger                             | 1909          | V/P        | 101 (88+23)    | Hauptorgel und Chororgel zusammen spielbar, ursprünglich IV/P, 77, mehrmals erweitert und restauriert, ca. 7000 Pfeifen → Orgel                                    |
| Eger                  | Kathedrale                                  |      | Ludwig Mooser, u. a.               | 1864–2001     | V/P        | 99             | erweitert von Angster Orgelbau, Gonda, Erdösi, Váradi → Orgel |
| Budapest              | Basilika St. Stephan                        |      | Angster Orgelbau                   | 1905          | IV/P       | 93             | ursprünglich III/P, 65, 1938 erweitert von Rieger, 1989–1993 Erweiterung und Restaurierung durch Váradi                                                            |
| Budapest              | Müpa, Béla-Bartók-Konzertsaal               |      | Mühleisen, Orgelbaumanufaktur Pécs | 2006          | V/P        | 91             | 6554 Pfeifen |
| Esztergom (Gran)      | Kathedrale St. Adalbert                     |      | Ludwig Mooser, Vagi Orgonaépítő    | 1856–2016     | IV/P (V/P) | ca. 90 (145)   | erweitert und erneuert von Váradi Orgonaépítő, 145 Register vorgesehen → Orgel                                                                                     |
| Budapest              | Kirche St. Antonius von Padua               |      | Aquincum Orgonagyár                | 1992          | IV/P       | 80             | |
| Budapest-Belváros     | Kirche                                      |      | Váradi                             | 1997          | III/P      | 78             | bis 1945 Rieger-Orgel |
| Pécs (Fünfkirchen)    | Kathedrale St. Peter und Paul               |      | József Angster                     | 1889          | IV/P       | 73             | erweitert und restauriert von Váradi, Pécsi Orgonaépítő bis 1997                                                                                                   |
| Budapest              | Franz-Liszt-Musikakademie                   |      | Klais Orgelbau                     | 2018          | IV/P       | 71             | Rekonstruktion der Orgel von Voit & Söhne von 1909 → Orgel |
| Budapest              | Franziskanerkirche St. Petrus von Alcantara |      | Rieger, Aquincum Orgonagyár        | 1902?         | IV/P       | 63             | 1991 Um- bzw. Neubau durch Aquincum Orgonagyár |
| Budapest              | Große Synagoge                              |      | Jehmlich                           | 1996          | IV/P       | 63             | ersetzte Angster-Orgel → Orgel |
| Kalocsa (Kollotschau) | Kathedrale                                  |      | József Angster                     | 1876          | III/P      | 63             | ursprünglich III/P, 45, einige Zungenstimmen aus der Zeit von Angster in Paris bei Aristide Cavaillé-Coll, 1923 erweitert durch Angster, 1986 erweitert von Váradi |
| Szombathely           | Kathedrale Mariä Himmelfahrt                |      | G. F. Steinmeyer                   | 1915          | III/P      | 62             | ursprünglich in Konzerthalle Ludwigsbau in Augsburg, 1966 in Herz-Jesu-Kirche, 1997 nach Szombathely umgesetzt                                                     |
| Debrecen              | Reformierte Kirche                          |      | Jakob Deutschmann                  | 1838          | III/P      | 57             | 1996 Umbau durch Aquincum Orgonagyár |
| Kecskemét             | Zoltán Kodály Music Center                  |      | Jehmlich                           | 1983          | III/P      | 39             | |
| Kecskemét             | Reformierte Kirche                          |      | Orgelbaumanufaktur Pécs            | 2001          | III/P      | 36             | [ 7 ] |
| Békés                 | Reformierte Kirche                          |      | Sasko                              | 1872          | II/P       | 32             | |
| Budapest              | Burgkirche                                  |      | Pécsi Orgonaépítő                  | 2017          | III/P      | 26             | Bach-Orgel |
| Tihany                | Klosterkirche                               |      | Aquincum Orgelbau                  | 1993          | II/P       | 24             | Barockprospekt von 1765, Disposition nach Silbermann-Orgel in Großhartmannsdorf                                                                                    |
| Sopron                | St. Georg                                   |      | Johann Wöckherl                    | 1633–34, 2008 | I          | 10             | älteste erhaltene Orgel Ungarns, 2003–2008 Restaurierung und Rekonstruktion der Orgel                                                                              |